# La Bataille (journal socialiste)
Pour les articles homonymes, voir Bataille (homonymie).
La Bataille est un journal socialiste hebdomadaire de Roubaix et ses environs.
Son premier numéro paraît le 20 mars 1909 ; il est publié jusqu'en 1914.
L'objet du journal est de répondre aux attaques contre le parti des ouvriers, de "monter la légitimité des revendications ouvrières".
Annonçant son objet, le premier numéro annonce que le journal "rappellera constamment aux exploités de toutes les professions, depuis l'employé de bureau jusqu'à l'homme de peine, que leur premier devoir est d'être syndiqué", et que le seul remède est la propriété commune des usines.
Le journal milite le 1er mai 1909 pour les 8 heures de travail par jour.
Un encart y est réservé pour des textes en ch'ti.